# Good Day (IU)
Good Day (hangeul: 좋은 날, Joeun nal) è un brano musicale della cantante sudcoreana IU, cantato prima in coreano, poi in giapponese.

## Versione coreana
Il brano esce in Corea del Sud, insieme al video musicale, il 9 dicembre 2010 all'interno dell'EP Real, e racconta la storia di una ragazza che non ha il coraggio di dichiararsi al suo primo amore. Grazie all'acuto di tre note alte, tenute per dodici secondi e con un solo respiro, IU raggiunge un'immediata popolarità. Il brano si è classificato al primo posto nelle varie sotto-classifiche della Gaon Chart e ha avuto più di 3 522 625 download digitali; ha vinto il premio Canzone di dicembre ai Cyworld Digital Music Awards 2010, Canzone dell'anno ai MelOn Music Awards 2011, il Bonsang Award ai Seoul Music Awards 2011, i premi Canzone dell'anno e Miglior canzone pop ai Korean Music Awards 2012, ed IU ha vinto il premio Miglior performance vocale - solista ai Mnet Asian Music Awards 2011.

### Classifiche
| Classifica                                   | Posizione massima |
| -------------------------------------------- | ----------------- |
| Gaon Weekly Singles Chart                    | 1                 |
| Gaon Weekly Local Singles Chart              | 1                 |
| Gaon Weekly Streaming Singles Chart          | 1                 |
| Gaon Weekly Download Singles Chart           | 1                 |
| Gaon Weekly Background Music Chart           | 1                 |
| Gaon Weekly Mobile Ringtone Chart            | 1                 |
| Gaon Weekly Karaoke Chart                    | 1                 |
| Gaon Monthly Singles Chart                   | 1                 |
| Gaon Monthly Streaming Singles Chart         | 1                 |
| Gaon Monthly Download Singles Chart          | 1                 |
| Gaon Monthly Background Music Chart          | 1                 |
| Gaon Monthly Mobile Ringtone Chart           | 1                 |
| Gaon Monthly Karaoke Chart                   | 1                 |
| Gaon Year-End Singles Chart (2011)           | 17                |
| Gaon Year-End Streaming Singles Chart (2011) | 1                 |
| Gaon Year-End Download Singles Chart (2011)  | 37                |

## Versione giapponese
Good Day viene scelta alla fine del 2011 come brano di debutto in Giappone di IU. Il 28 febbraio 2012 viene diffuso il teaser del video musicale, che esce ufficialmente il 1º marzo. Il singolo viene pubblicato il 21 marzo in tre versioni: l'edizione normale, che contiene le versioni in giapponese di Good Day e Raindrop (pubblicata per la prima volta in coreano all'interno del singolo Nagging) con le strumentali, più un adesivo, e due edizioni limitate in formato CD+DVD. La prima edizione limitata, denominata "Type A", contiene i due brani, la registrazione del concerto live "IU JAPAN PREMIUM SPECIAL LIVE" tenutosi il 24 gennaio alla Orchard Hall di Shibuya (durante il quale IU ha eseguito Lost Child, Raindrop, Good Day, Last Fantasy, e le cover Aishiteru e Lovin' You) e un booklet fotografico; la seconda edizione limitata, denominata "Type B", contiene i due brani, il video musicale di Good Day e il backstage dello stesso.
Dopo un giorno dalla pubblicazione, è entrato nella classifica Oricon dei singoli al sesto posto; la stessa posizione è stata raggiunta nella classifica della settimana 19-25 marzo, con 21 283 copie vendute. Ha venduto poco più di 30 000 copie.

### Tracce
1. Good Day – 3:55 (testo: Emi Minakata – musica: Lee Min-soo)
2. Raindrop – 3:50 (testo: Natsumi Kobayashi – musica: G.Gorilla)
3. Good Day (strumentale) – 3:55 (musica: Lee Min-soo)
4. Raindrop (strumentale) – 3:48 (musica: G.Gorilla)